# Jonathan Ames
Jonathan Ames (New York, 23 marzo 1964) è uno scrittore statunitense.

## Biografia
Nato a New York nel 1964, vive e lavora a Los Angeles.
Nel 1987 ha conseguito un B.A. all'Università di Princeton e nel 1995 un Master of Fine Arts alla Columbia University.
Nel 1989 ha esordito nella narrativa con il romanzo Notti newyorchesi dove ha raccontato lo squallore dei bassifondi di New York e in seguito ha pubblicato altri 5 romanzi e 4 opere di saggistica nelle quali ha raccolto i suoi articoli mentre era colonnista per il New York Press.
Attivo anche in ambito televisivo, ha ideato due serie televisive e due dei suoi romanzi sono stati trasposti in altrettante pellicole cinematografiche.

## Opere

### Romanzi
- I Pass Like Night (1989)
  - Notti newyorchesi, Milano, Sugarco, 1990 traduzione di Katia Bagnoli e Steve Piccolo ISBN 88-7198-001-8.
  - Veloce come la notte, Milano, Baldini Castoldi Dalai, 2006 traduzione di Katia Bagnoli e Steve Piccolo ISBN 978-88-6073-081-7.
- Io e Henry (The Extra Man, 1998), Torino, Einaudi, 2002 traduzione di Gioia Guerzoni ISBN 88-06-16150-4. Nuova ed. Milano, Baldini Castoldi Dalai, 2009 traduzione di Gioia Guerzoni ISBN 978-88-6073-528-7.
- Sveglia, Sir! (Wake Up, Sir!, 2004), Milano, Baldini Castoldi Dalai, 2006 traduzione di Sara Caraffini ISBN 88-8490-887-6.
- Non sei mai stato qui (You Were Never Really Here, 2013), Milano, Baldini & Castoldi, 2014 traduzione di Susanna Bourlot ISBN 978-88-6852-647-4.
- A Man Named Doll (2021)
- The Wheel of Doll (2022)

### Saggi
- Cosa (non) amare: confessioni di un giovane scrittore timidamente pervertito (What's Not to Love?: The Adventures of a Mildly Perverted Young Writer, 2000), Milano, Baldini Castoldi Dalai, 2008 traduzione di Francesco Casolo ISBN 978-88-6073-378-8.
- My Less Than Secret Life (2002)
- Nemmeno immagini quanto ti voglio bene (I Love You More Than You Know, 2006), Milano, Dalai, 2012 traduzione di Paolo Falcone ISBN 978-88-6620-491-6.
- La doppia vita è bella il doppio (The Double Life Is Twice As Good: Essays and Fiction, 2009), Milano, Dalai, 2011 traduzione di Alfonso Petrosino ISBN 978-88-6073-404-4.

### Fumetti
- L'alcolista con Dean Haspiel (The Alcoholic, 2008), Barcelona, Planeta De Agostini, 2010 ISBN 9788467487305.

## Adattamenti cinematografici
- Un perfetto gentiluomo (The Extra Man), regia di Shari Springer Berman e Robert Pulcini (2011) (Dal romanzo Io e Henry)
- A Beautiful Day - You Were Never Really Here (You Were Never Really Here), regia di Lynne Ramsay (2017) (Dal romanzo Non sei mai stato qui)

## Televisione
- Bored to Death - Investigatore per noia (Bored to Death) - serie TV (2009-2011) (ideatore)
- Blunt Talk - serie TV (2015-2016) (ideatore)

## Premi e riconoscimenti
- Guggenheim Fellowship: 1999[7]
- Premio Shamus: 2023 nella categoria "Miglior romanzo in edizione rilegata" con The Wheel of Doll[8]